# Felsőmarikó
Felsőmarikó (szlovákul Horná Mariková) község Szlovákiában, a Trencséni kerületben, a Vágbesztercei járásban. Korábban Alsómarikóval együtt alkotta Marikó községet.

## Fekvése
Vágbesztercétől 17 km-re északra, a Marikó-patak partján fekszik.

## Története
Területe ősidők óta lakott, a puhói kultúra maradványait találták itt meg. „Kathlehatha – Dvelehoty” nevű birtokként 1321-ben említik először. 1438-ban „Marikowa Lehota” néven szerepel oklevélben. A 18. század elejétől a vágbesztercei váruradalom része volt. A mai település a 18. század végén keletkezett Alsómarikó határában.
A 18. század végén Vályi András így ír róla: „Alsó, felső Hlboke, Hluboka. Tót faluk Trentsén Várm. földes Uraik több Uraságok, lakosai katolikusok, fekszenek Szenitznek vagy Szénásfalunak szomszédságában, Predmirhez sem meszsze, legelőjök, fájok van, földgyeik nehezen miveltetnek, híres gyapjokból szép hasznok van.”
Első írásos említése 1828-ban „Hornyo Hlboke” alakban történt. Ebben az évben 309 házában 2598 lakos élt. 1851-ben „Hornyo Hlboke” néven illetik, ekkor 2696 volt a lakosai száma.
Fényes Elek 1851-ben kiadott geográfiai szótárában így ír a faluról: „Hlboke (Hornyo), hegyek közt elszórt nagy tót falu, Trencsén vmegyében, 2674 kath., 22 zsidó lak., kath. paroch. templommal. F. u. többen. Ut. p. Trencsén.”
1890-ben „Hornyó-Hlboke” alakban tűnik fel. Lakói mezőgazdasággal, állattartással, gyümölcstermesztéssel, famegmunkálással foglalkoztak. A nők a 20. század elejéig vászon és posztószövéssel, hímzéssel és ezek árusításával foglalkoztak. A trianoni békéig Trencsén vármegye Vágbesztercei járásához tartozott.
Ma két település: Alsó- és Felsőmarikó, melyekhez számos kis telep tartozik. 1945 után sok lakosa vándorolt el dél-szlovákiai és a cseh határ menti területekre. Mai hivatalos nevét 1954-ben kapta, amikor hivatalosan is kivált Alsómarikóból.

## Népessége
| Év:            | 1994. | 2004.    | 2014.    | 2024.   |
| -------------- | ----- | -------- | -------- | ------- |
| Emberek száma: | 908   | 757      | 613      | 583     |
| Eltérés:       |       | -16,62 % | -19,02 % | -4,89 % |

| Év:            | 2023. | 2024.   |
| -------------- | ----- | ------- |
| Emberek száma: | 574   | 583     |
| Eltérés:       |       | +1,56 % |

1910-ben Marikónak 4456, túlnyomórészt szlovák lakosa volt.
2001-ben 824 lakosából 816 szlovák volt.
2011-ben 660 lakosából 610 szlovák volt.

## Nevezetességei
- Nepomuki Szent János tiszteletére szentelt római katolikus temploma 1830-ban épült klasszicista stílusban.